# Петко Еврев
Петко Илиев Еврев е български архитект.

## Биография
Петко Еврев е роден на 1 април 1939 г. в Ловеч. Завършва Пълно средно смесено училище „Христо Кърпачев“ (Ловеч) с отличен успех (1957) и специалност архитектура в Инженерно-строителния институт (1962). Специализира туристическо планиране на планински и морски курорти в Италия, Швейцария и Франция (1972).
Архитект в Проектантската организация, Ловеч (1962 – 1967). Научен сътрудник, старши научен сътрудник. Главен консултант (1968), ръководител на секция (1972), ръководител на колектив за „Методика за разработване на националната комплексно-устройствена схема на Република България“ (2002) в Националния център по териториално развитие, София.
Заместник-министър в Министерството на териториалното развитие и строителство (1992 – 1994), заместник-министър в Министерството на регионалното развитие и благоустройството (1997 – 1998).
Доктор по градоустройство и архитектура (1980), доцент, преподавател в Софийския университет „Св. Климент Охридски“ и Лесотехническия университет. Участник в работна група по благоустройството към Икономическата комисия за Европа и разработването на националния сценарий „Перспективи за развитие на мрежата от населени места в България“ при ООН.
Автор на над 80 научни разработки в областта на архитектурата, градоустройството, териториалното устройство и регионалното развитие; на монографии за планинските курорти и териториалното устройство и планиране на отдиха и туризма; учебник и исторически изследвания. По негови проекти са реализирани териториално-устройствените и градоустройствените планове в Ловеч, Тетевен, Рибарица, Априлци, Самоков, Боровец и др.
Провъзгласен за Почетен граждани на Ловеч от 26 април 2018 г. „за дейността му свързана с утвърждаване престижа на гр. Ловеч пред национални и международни институции и по повод предстоящата му 80-годишнина“.
Умира на 12 декември 2020 г. в София.
Родство: баща Илия Еврев – български лекар, общественик, брат Тодор Еврев – български лекар, професор.